# Sonate pour deux violons et piano de Milhaud
La Sonate pour deux violons et piano, op. 15, est une œuvre de musique de chambre de Darius Milhaud composée en 1914.

## Présentation
La Sonate pour deux violons et piano est composée en 1914, alors que Milhaud est encore étudiant au Conservatoire de Paris,.
Avec cette partition, le jeune compositeur obtient le prix Lepaulle.
Dédiée à Armand Lunel, l'œuvre est créée à Paris, par Yvonne Astruc et Darius Milhaud aux violons et Jeanne Herscher au piano, aux concerts du Foyer franco-belge, le 27 mai 1915,.

## Structure
La Sonate, d'une durée moyenne d'exécution de quinze minutes trente-cinq environ, est constituée de trois mouvements :
1. Animé, à 
 ( = 138) ;
2. Modéré, à 
 ( = 84) ;
3. Très vif, à 
 ( = 112).

Pour Robert Matthew-Walker (en), la pièce « est essentiellement une étude pastorale en trois mouvements, mais elle n'est pas exclusivement méditative. Au contraire, spécialement dans le finale, on y trouve une vitalité vigoureuse ». Colin Mason et Edwin Evans relèvent que « cette sonate enrichit la littérature d'une forme assez mal servie ». 
Pour Paul Collaer, l'œuvre est « une perle de la musique de chambre, dont la pureté la rapproche de celle de Mozart ».
La partition est publiée par Durand, en 1917. Dans le catalogue des œuvres de Darius Milhaud, la Sonate pour deux violons et piano porte le numéro d'opus 15.

## Discographie
- Milhaud, Martinu, Prokofiev – Krysia Osostowicz (violon), Ernst Kovacic (violon) et Susan Tomes (piano) – Hyperion CDA 66473, 1992.
- Darius Milhaud : musique de chambre – Tedi Papavrami (violon), Raphaël Oleg (violon) et Éric Le Sage (piano) – RCA Red Seal 74321 801032, 2000.